# Mantes-la-Jolie
Mantes-la-Jolie is een Franse gemeente in het departement Yvelines. De plaats ligt op 57 km ten westen van het centrum van Parijs, aan de Seine. Op 1 januari 2022 telde Mantes-la-Jolie 44.246 inwoners. Het is de onderprefectuur van het arrondissement Mantes-la-Jolie.

## Geschiedenis
De plaats werd voor het eerst vermeld in de eerste helft van de negende eeuw. Het was tijdens het beleg van Mantes in 1087 dat Willem de Veroveraar vanwege zijn gezondheid Rouen terug moest keren, waar hij in de priorij van Saint-Gervase overleed. In 1110 kreeg Mantes stadsrecht van koning Lodewijk VI. Mantes werd in de middeleeuwen een bloeiende handelsstad dankzij zijn haven op de Seine. In de zestiende eeuw had Mantes te lijden onder de Hugenotenoorlogen. De middeleeuwse stadsmuur werd vernieuwd.
Na de komst van de spoorweg in de negentiende eeuw begon de industrie zich te ontwikkelen in Mantes. De bevolking groeide sterk en de stad brak uit haar stadsomwalling. In 1930 fuseerde de gemeente Mantes-sur-Seine met de gemeente Gassicourt. De gemeente Mantes-Gassicourt nam in 1953 de naam Mantes-la-Jolie aan. Op 30 mei 1944 liep de stad zware schade op tijdens een geallieerd luchtbombardement. Na de Tweede Wereldoorlog bleef de gemeente groeien. De nieuwe wijk Le Val Fourré met hoogbouw werd ontworpen door Raymond Marabout en Raymond Lopez.

## Geografie
De oppervlakte van Mantes-la-Jolie bedroeg op 1 januari 2022 9,38 vierkante kilometer; de bevolkingsdichtheid was toen 4.717,1 inwoners per km².
Mantes-la-Jolie ligt tegen de gemeente Mantes-la-Ville aan, die ook aan de Seine ligt. De rivier de Vaucouleurs mondt tussen beide gemeenten in de Seine uit. Limay ligt er aan de overkant van de Seine. Het Île l'Aumône, dat geheel bij Mantes-la-Jolie hoort, en het Île aux Dames liggen tussen Mantes-la-Jolie en Limay in de Seine.
De onderstaande kaart toont de ligging van Mantes-la-Jolie met de belangrijkste infrastructuur en aangrenzende gemeenten.

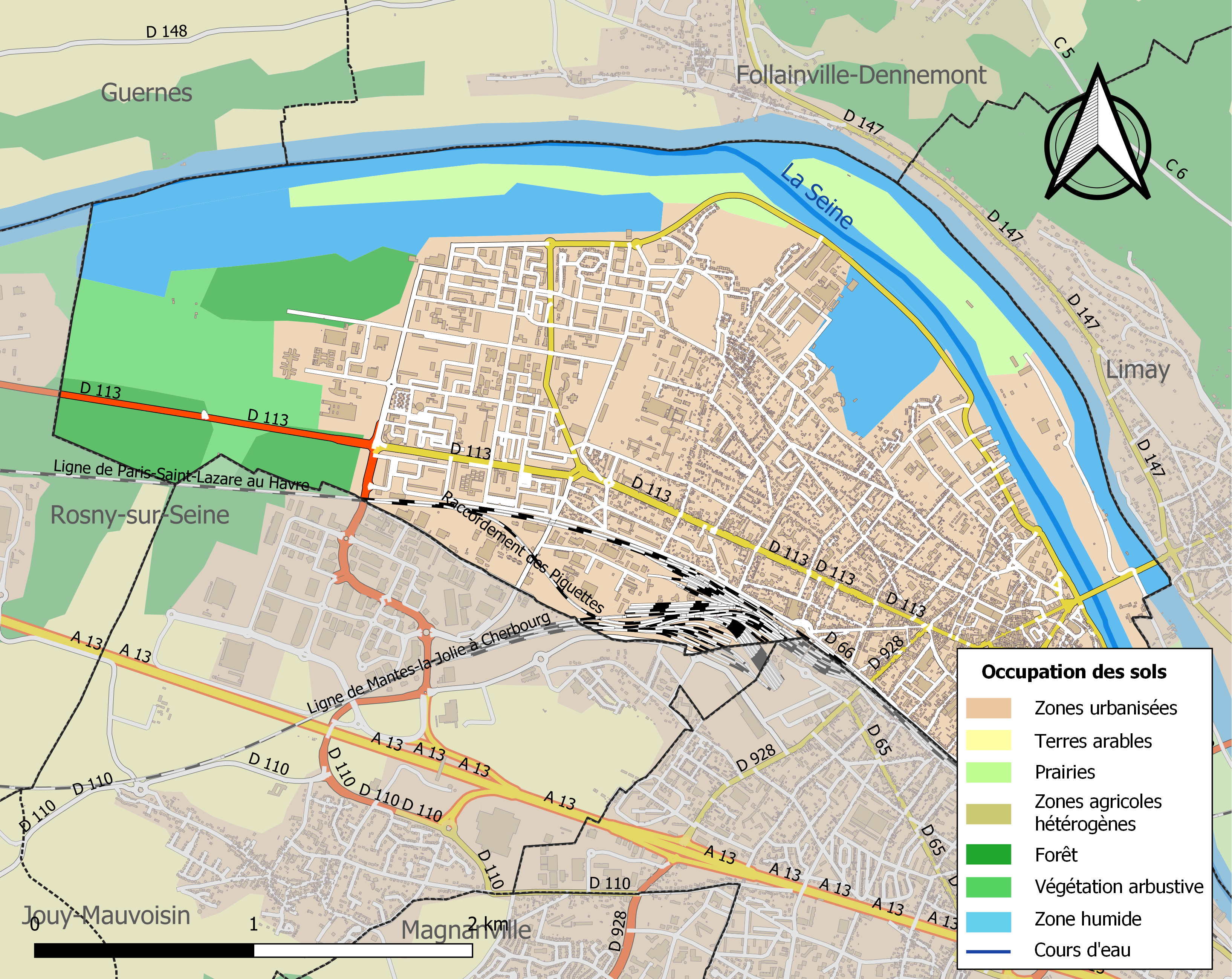

## Demografie
Onderstaande figuur toont het verloop van het inwonertal, bron: INSEE-tellingen. 

## Verkeer en vervoer
Er liggen twee treinstations: station Mantes-la-Jolie, op de grens met Mantes-la-Ville en Buchelay, en station Mantes-Station. Behalve de gewone lijnen van de SNCF, komen de lijnen van de Transilien J en N langs Mantes-la-Jolie.
De autosnelweg A13 loopt ten zuiden van de gemeente.

## Bezienswaardigheden
Relgieus erfgoed zijn de voormalige kapittelkerk Notre-Dame, de toren van de verdwenen kerk Saint-Maclou en de kerk Sainte-Anne van Gassicourt. Deze laatste was de kerk van een voormalige clunesiaanse priorij. De Vieux Pont over de Seine dateert nog deels uit de middeleeuwen. Van de vroegere stadsomwalling resten de Porte au Prêtre en een ravelijn op de Square Gabrielle d’Estrées. Ook zijn er verschillende stadspaleizen uit de zeventiende en de achttiende eeuw.
Moderne bezienswaardigheden zijn het watersportcentrum Aqualude en de wandel- en fietspaden langs de Seine.
Het Musée de l'Hôtel-Dieu, een Musée de France, is een kunst- en geschiedkundig museum. Het museum is gevestigd in een voormalig gasthuis (Hôtel-Dieu, zeventiende eeuw) en heeft een grote collectie schilderijen van de postimpressionist Maximilien Luce (1858-1941).

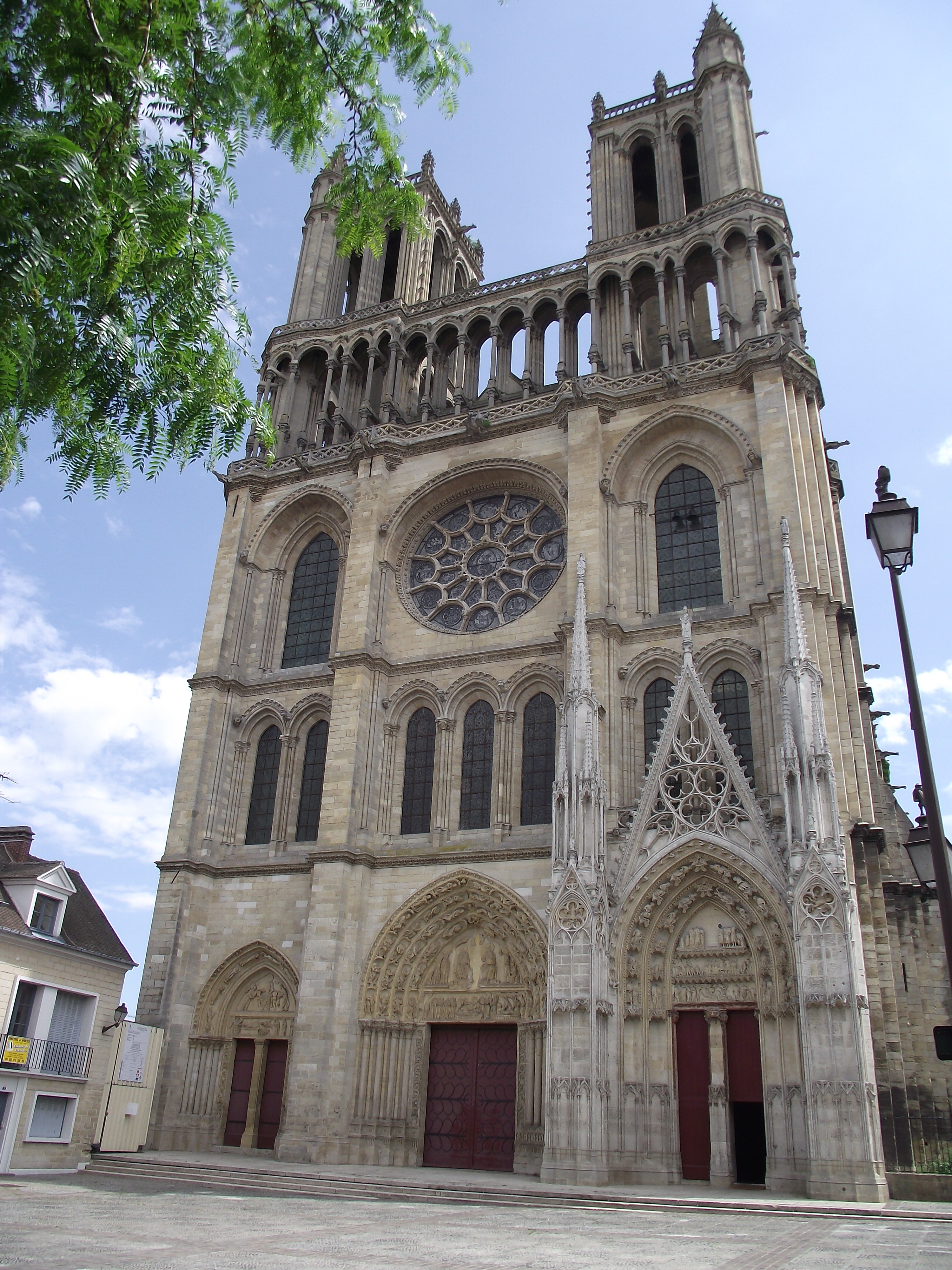
Collégiale Notre-Dame
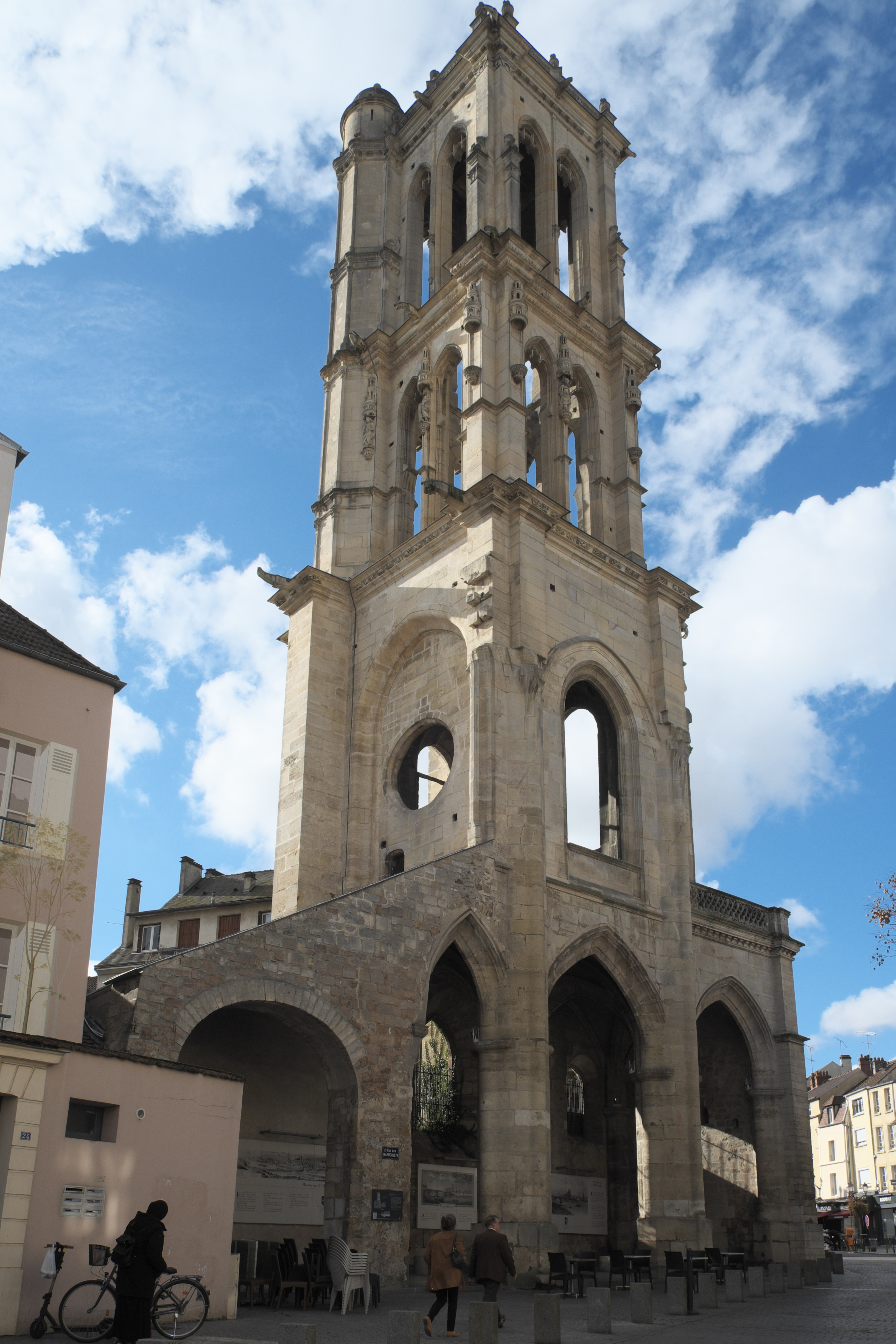
Toren van de Saint-Maclou
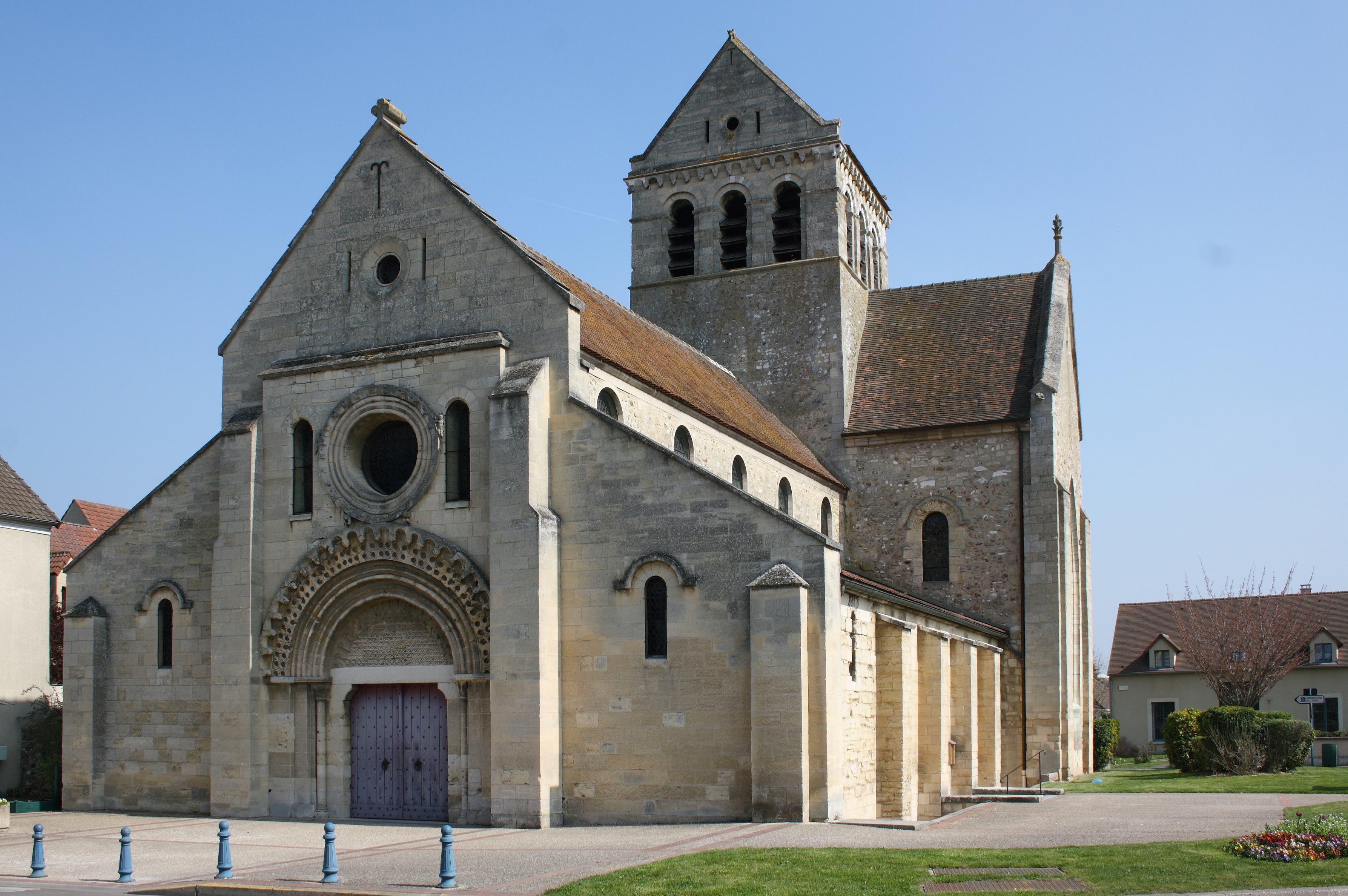
Kerk Sainte-Anne
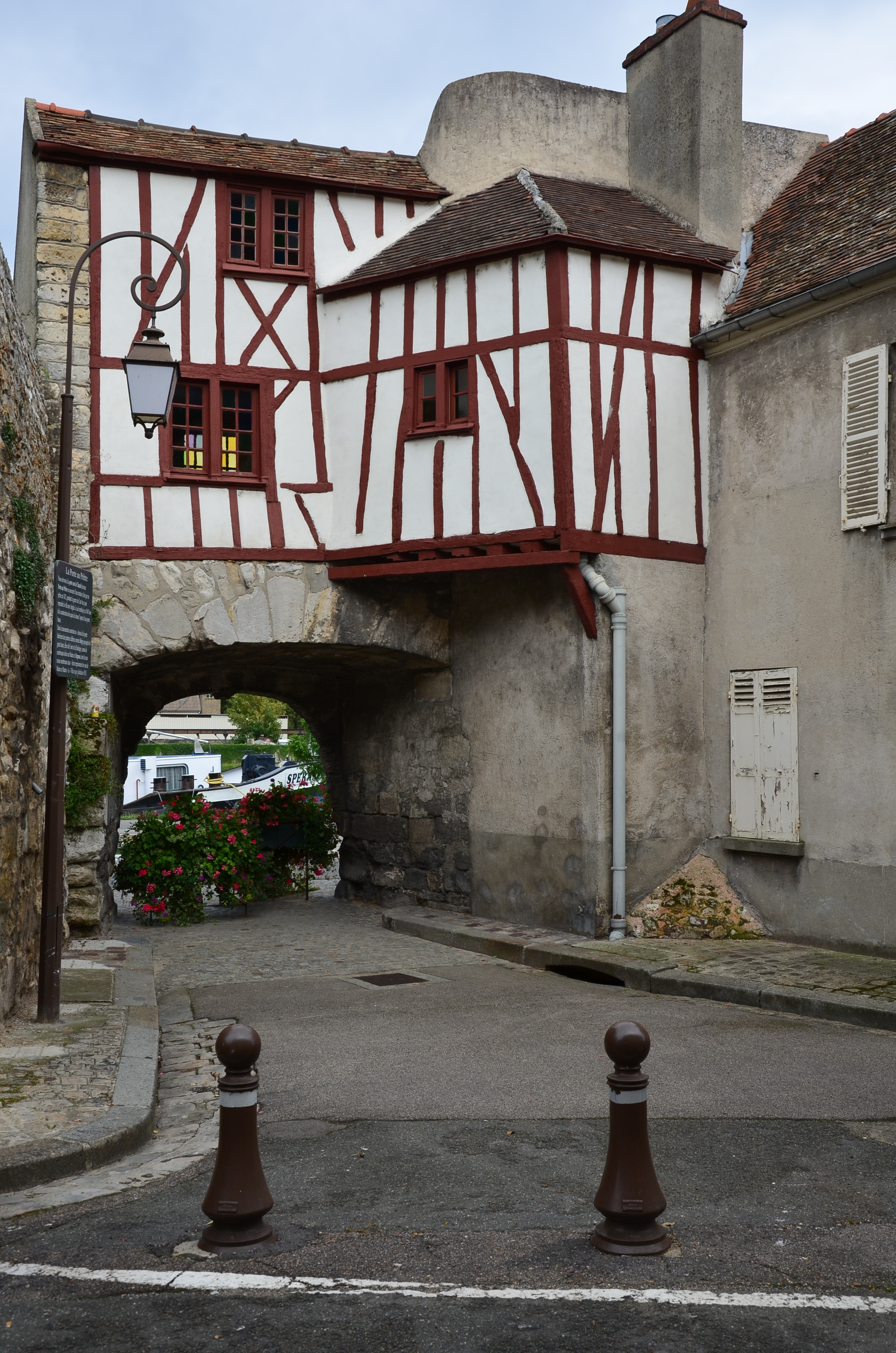
Porte au Prêtre
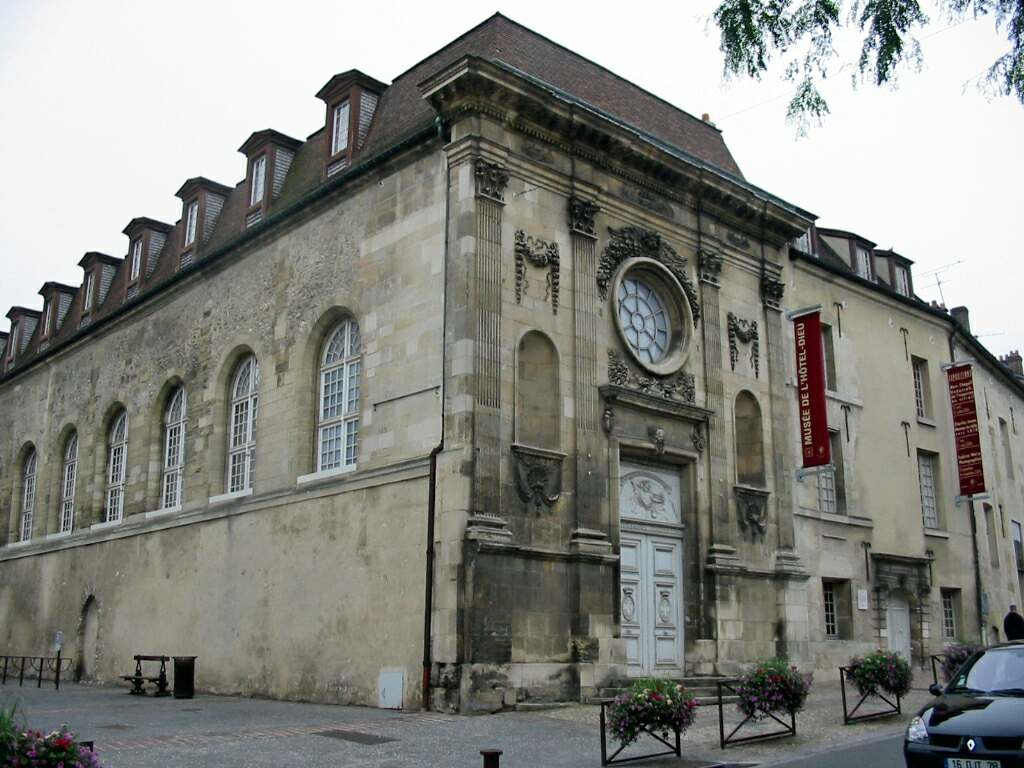
Hôtel-Dieu
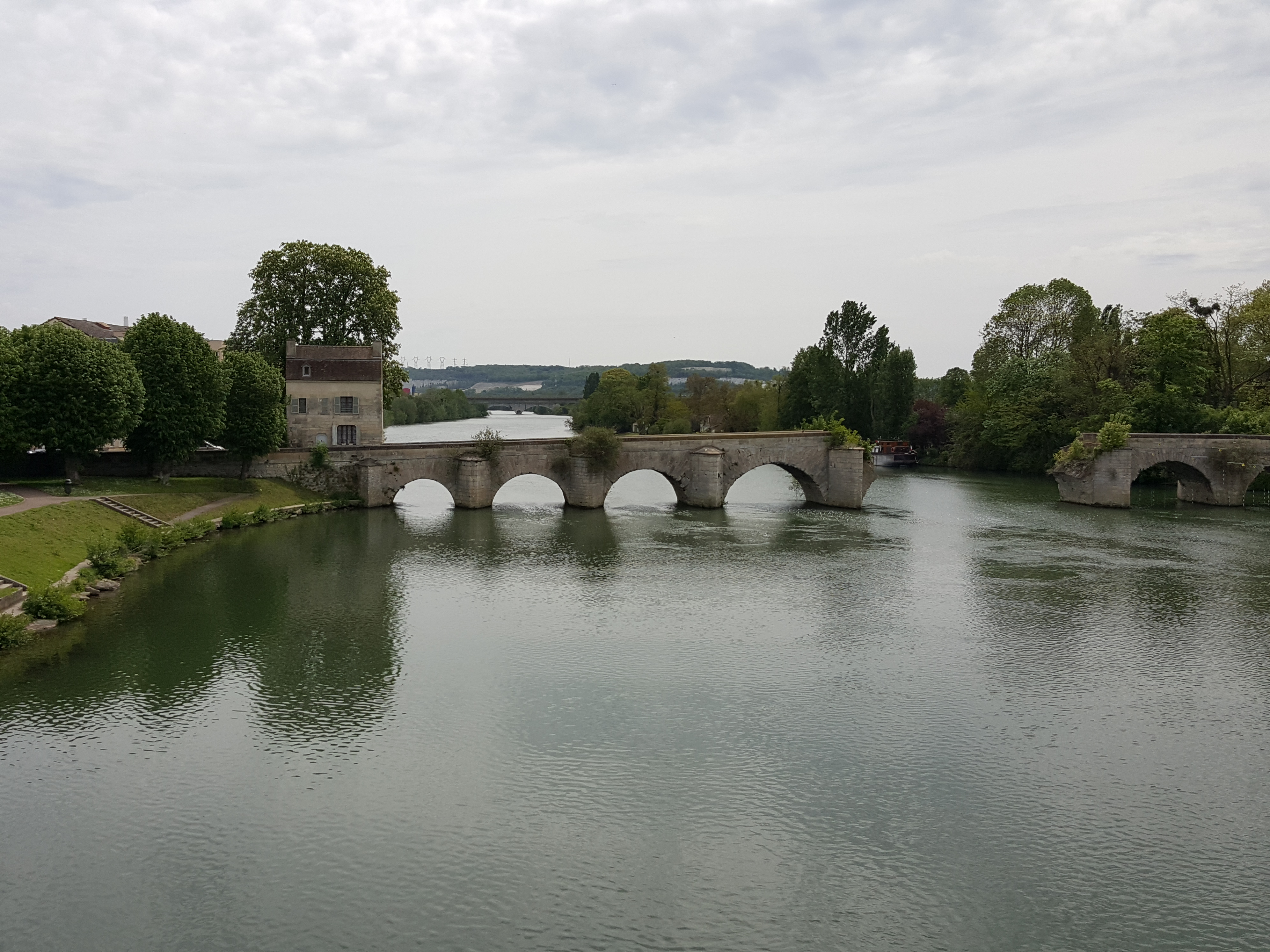
Vieux Pont
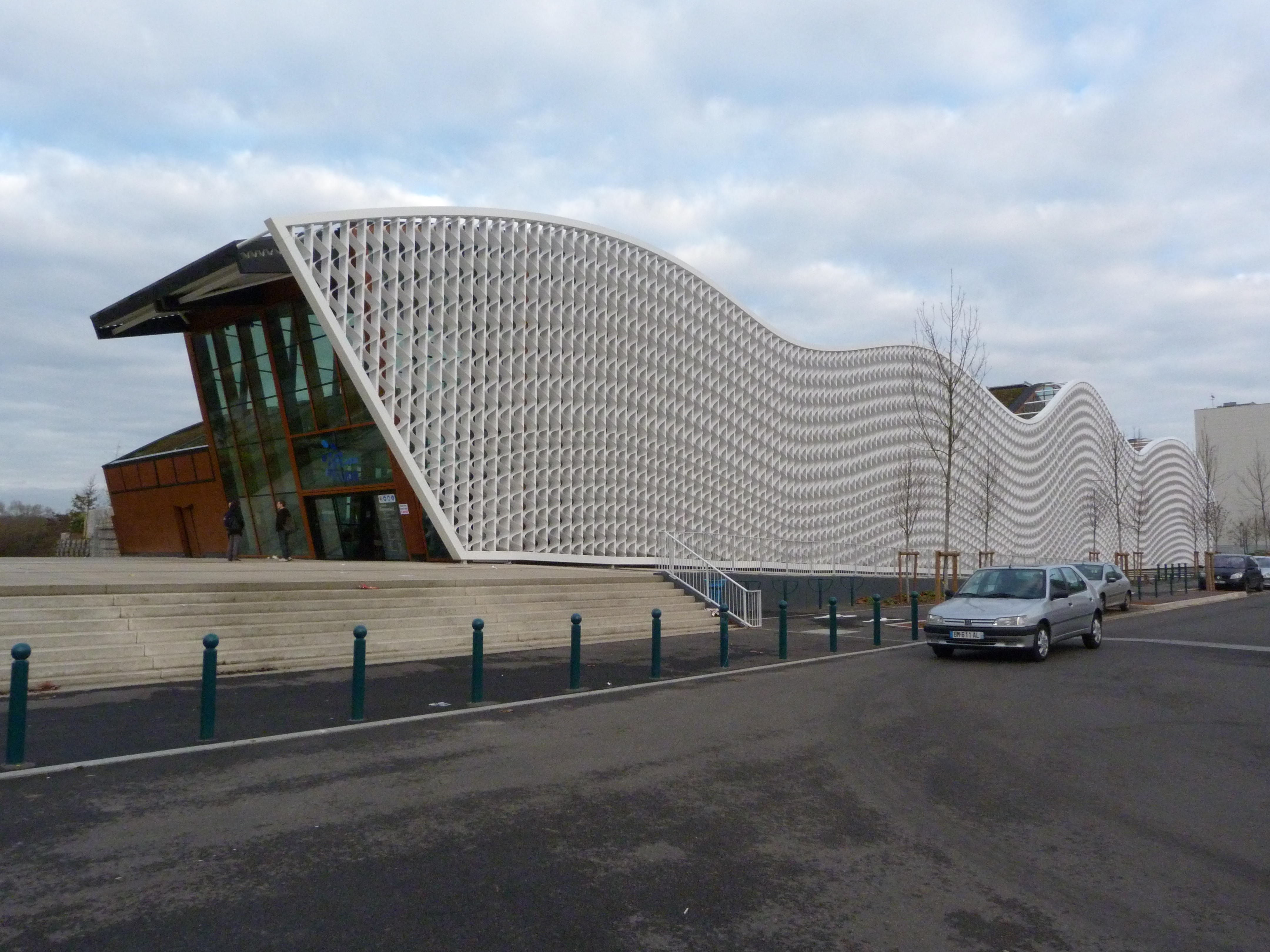
Aqualude

## Sport
Mantes-la-Jolie was de startplaats van de slotetappe van de Ronde van Frankrijk van 2020. De Ier Sam Bennett won de etappe naar de Champs-Élysées.

## Geboren
- Karel III van Navarra (1361-1425), koning van Navarra
- Nicolas Bernier (1665-1734), componist
- Armand Thirard (1899-1973), cameraman
- Michel Leclere (1946), Formule 1-coureur
- Ludovic Martin (1976), wielrenner
- Faudel (1978), zanger
- Sandy Casar (1979), wielrenner
- Moussa Sow (1986), Senegalees-Frans voetballer
- Opa Nguette (1994), voetballer
- Nicolas Pépé (1995), Ivoriaans-Frans voetballer
- Enock Kwateng (1997), voetballer

## Partnersteden
- Hillingdon, onderdeel van Londen
- Schleswig
- Maia

en samenwerking met:
- Rabat
- Matam

## Websites
- (fr)  Statistische informatie op de website van INSEE